# Scleropodium cespitans
Scleropodium cespitans är en bladmossart som beskrevs av L. F. Koch 1950. Scleropodium cespitans ingår i släktet Scleropodium och familjen Brachytheciaceae. Inga underarter finns listade i Catalogue of Life.